# ماثيو مونتجومري
ماثيو مونتجومري (بالإنجليزية: Matthew Montgomery)‏ هو ممثل أمريكي، ولد في 16 مارس 1978 في الولايات المتحدة.

## وصلات خارجية
- ماثيو مونتجومري على موقع IMDb (الإنجليزية)
- ماثيو مونتجومري على موقع قاعدة بيانات الفيلم (الإنجليزية)